# Heliophila scandens
Heliophila scandens är en korsblommig växtart som beskrevs av William Henry Harvey. Heliophila scandens ingår i släktet solvänner, och familjen korsblommiga växter. Inga underarter finns listade i Catalogue of Life.